# Лирим Јакупи
Лирим Јакупи (звани Нациста, 1979) албански је терориста, припадник ОВК, ОВПМБ и ОНА, а после завршетка сукоба на југу Србије и рата у Македонији крајем 2001. године постао је припадник АНА. Рођен је у Бујановцу 1. августа 1979. године.

## Рат на Косову и Метохији и сукоби на југу Србије
Као политички азилант у Немачкој, успоставио је контакте са припадницима албанске емиграције. Средином 1998. године, одазвао се на позив илегалне Владе Косова на чијем челу је био Бујар Букоши, и тајним каналима је као добровољац ОВК дошао на Косово, где се укључио у оружане сукобе са српским снагама безбедности на подручју општине Ђаковица.
Након потписивања Кумановског споразума вршио је прогон српског становништва са подручја Гњилана и Косовске Каменице. Средином фебруара 2000. године, заједно са Шефкетом Муслијуом, постао је члан групе за ликвидације, коју су формирали бивши припадници ОВК, а која је представљала зачетак ОВПМБ. Тада је био један од главних сарадника Шефкета Муслијуа. У саставу ОВПМБ, Јакупи је учествовао у припреми и извођењу терористичких напада на подручју Бујановца, формирању и обуци нових група, набавци и допремању наоружања и друге војне опреме. Током овог периода добио је надимак Командант Бујановца.
У више наврата је заједно са Бесимом Тахиријем у пограничним селима општине Бујановац заустављао Албанце за које је проценио да су лојални српским властима и од њих тражио новац. Један од њих је и Рамадан Зумери, кога је Јакупи малтретирао и физички злостављао. Наводно за потребе ОВПМБ, од истог лица је одузео 5000 евра и возило марке Лада-Нива. Иначе, сви Албанци који нису подржавали терористе на југу Србије, имали су, под претњом ликвидације, обавезу да Јакупију дају од 2000 до 5000 евра.
После демилитаризације ОВПМБ, којој се оштро противио, прешао је у Гњилане, где је ухапшен од стране припадника КФОР-а. У затвору у бази Бондстил је прошао америчку војну обуку за даља терористичка дејства. По изласку из затвора крајем 2002. године, илегалним каналима је отишао у Швајцарску, где је од стране руководства АНА именован за једног од руководилаца ове организације за југ Србије. Крајем јануара 2003. године, вратио се на КиМ са задатком да ради на формирању терористичких група за извођење оружаних акција на подручју Бујановца. Вратио се у Србију пошто је ухапшен један од његових блиских сарадника Ридван Рашити, иначе главни финансијер АНА. Тада Јакупи на југу Србије изводи нападе на полицију у Кончуљу а умешан је и у многе друге нападе који су се на југу Србије догодили у том периоду.

## Терористичка дејства у Македонији
После акција на југу Србије те године, побегао је у Македонију, а годину дана касније, 2004, заједно са Агимом Краснићијем, забарикадирао се у скопском селу Кондово, претећи да ће гранатирати аеродром у Скопљу и само Скопље. Ово село је проглашено слободном територијом и терористи под Јакупијевом командом су га држали два месеца. Криза је решена после писма Рамуша Харадинаја. Македонска полиција је 24. децембра 2004. године покушала да изведе акцију хапшења Јакупија у Тетову, међутим његова група је отворила ватру из аутоматског наоружања и ручног бацача, ранила једног полицајца док је Јакупи успео да побегне на Косово. Током ове борбе погинуо је један терориста а два су ухапшена. Македонска полиција је за Јакупијем 2005. године подигла оптужницу и расписала међународну потерницу због рањавања три полицајца у Македонији претходне године и претњи да ће гранатирати Скопље. Од тада се налази на црној листи америчког председника Џорџа Буша и на листи непожељних особа Европске уније. Ухапшен је на Косову па је Македонија тражила његово изручење 2006, али до тога није дошло. Почетком 2007. осуђен је на шест година затвора. У затвору је био са Рамаданом Шитијем, који је оптужен да је убио таксисту Зорана Трајковског у селу скопском селу Визбегово и да је гранатирао полицијску станицу у скопском насељу Бит Пазар 2005. године.
Јакупи и још седморица затвореника побегли су из затвора Дубрава код Истока 18. августа 2007. године, пошто су запуцали на стражаре, који су били заокупирани одговарањем на напад са спољне стране зидина тог затвора. Јакупи и Рамадан Шити су побегли у Македонију где су у околини Тетова организовали групу од тридесетак терориста АНА, наоружали се и сместили у село Бродец под Шар-планином. У акцији македонских специјалаца под називом Планинска бура 7. новембра те године, убијено је укупно 7 припадника те групе и заплењена огромна количина наоружања, а Јакупи је наводно рањен, успео да побегне на Косово. Полиција је тада запленила противавионске пројектиле СА-7, противтенковске ракете, минобацаче, ручне бацаче, снајперске пушке, митраљезе, аутоматске пушке, експлозив, ручне бомбе, и на хиљаде комада муниције. Током ове акције Рамадан Шити је извршио самоубиство да не падне у руке македонској полицији.
Јакупи се последњи пут сукобио са македонском полицијом 29. априла 2010, када је његова група још једном разбијена. Македонски специјалци су после хеликоптерског десанта разбили групу албанских терориста код места Блаце на северу Македоније и у пет скровишта пронашли велику количину наоружања, укључујући вођене противтенковске пројектиле, ручне бацаче, минобацаче, аутоматско оружје, али и пластични експлозив, детонаторе и другу опрему.

## Оптужбе за тероризам
Средином 2009. године истрагу против Јакупија покренуле су српске власти, после серије напада код Бујановца и у Прешеву, наводећи да је директно учествовао или послао чланове своје групе да минобацачем гађају припаднике Жандармерије и баце бомбу на стамбену зграду у Прешеву. У ова два одвојена инцидента, рањене су четири особе - два припадника Жандармерије и једна жена и дечак албанске националности.
Као једног од најтраженијих албанских терориста, косовска полиција је ухапсила Јакупија 5. септембра 2010. године у Приштини. Тада је код себе имао један калашњиков, два пиштоља и две ручне бомбе. Међутим, Мешовито судско веће Окружног суда у Гњилану је 9. октобра 2012. ослободило оптужнице Лирима Јакупија, који је осумњичен за кривична дела подстицаја, учествовања или извршења терористичких дела на југу Србије 2003. године. Он је оптужен да је ове нападе извршио са Асланом и Расимом Бајрамијем и Басри Џемаиљијем. Еулексов судија Владимир Микула изјавио је да ниједним доказом није потврђено да је Јакупи извршио нападе за које је оптужен, тако да је ослобођен по свим тачкама оптужнице.
Према подацима српских безбедносних служби, Јакупи важи за изузетно способног терористу и највећег стручњака за експлозив међу албанским екстремистима.